# Чемпіонат світу з футболу 2026 (кваліфікаційний раунд, УЄФА, група D)
Група D кваліфікації УЄФА Чемпіонату світу з футболу 2026 — одна з 12 груп УЄФА у  кваліфікації чемпіонату світу для визначення команд, які пройдуть до чемпіонату світу 2026. Група D складається з 4 команд: Франції, України, Ісландії і Азербайджану. Команди зіграють одна з одною вдома та на виїзді за круговою системою.
Матчі відбудуться з 5 вересня по 16 листопада 2025 року.
Переможець групи потрапить напряму до чемпіонату світу, а 2-е місце пройде до другого раунду (плей-оф).

## Турнірна таблиця
| Поз | Команда     | І | В | Н | П | ГЗ | ГП | РГ | О | Кваліфікація                         |        | Франція | Україна | Ісландія | Азербайджан |
| --- | ----------- | - | - | - | - | -- | -- | -- | - | ------------------------------------ | ------ | ------- | ------- | -------- | ----------- |
| 1   | Франція (X) | 0 | 0 | 0 | 0 | 0  | 0  | 0  | 0 | Кваліфікація на чемпіонат світу 2026 |        | —       | 13 лис  | 9 вер    | 10 жов      |
| 2   | Україна     | 0 | 0 | 0 | 0 | 0  | 0  | 0  | 0 | Вихід до плей-оф                     |        | 5 вер   | —       | 16 лис   | 13 жов      |
| 3   | Ісландія    | 0 | 0 | 0 | 0 | 0  | 0  | 0  | 0 |                                      |        | 13 жов  | 10 жов  | —        | 5 вер       |
| 4   | Азербайджан | 0 | 0 | 0 | 0 | 0  | 0  | 0  | 0 |                                      | 16 лис | 9 вер   | 13 лис  | —        |             |

## Матчі
| 5 вересня 2025 20:45 (18:45 UTC+0) |

| Ісландія | —                               | Азербайджан |
| -------- | ------------------------------- | ----------- |
|          | Протокол (FIFA) Протокол (UEFA) |             |

|  |

| 5 вересня 2025 20:45 |

| Україна | —                               | Франція |
| ------- | ------------------------------- | ------- |
|         | Протокол (FIFA) Протокол (UEFA) |         |

| [ поз 1 ] |

| 9 вересня 2025 18:00 (20:00 UTC+4) |

| Азербайджан | —                               | Україна |
| ----------- | ------------------------------- | ------- |
|             | Протокол (FIFA) Протокол (UEFA) |         |

|  |

| 9 вересня 2025 20:45 |

| Франція | —                               | Ісландія |
| ------- | ------------------------------- | -------- |
|         | Протокол (FIFA) Протокол (UEFA) |          |

|  |

| 10 жовтня 2025 20:45 (18:45 UTC+0) |

| Ісландія | —                               | Україна |
| -------- | ------------------------------- | ------- |
|          | Протокол (FIFA) Протокол (UEFA) |         |

|  |

| 10 жовтня 2025 20:45 |

| Франція | —                               | Азербайджан |
| ------- | ------------------------------- | ----------- |
|         | Протокол (FIFA) Протокол (UEFA) |             |

|  |

| 13 жовтня 2025 20:45 (18:45 UTC+0) |

| Ісландія | —                               | Франція |
| -------- | ------------------------------- | ------- |
|          | Протокол (FIFA) Протокол (UEFA) |         |

|  |

| 13 жовтня 2025 20:45 |

| Україна | —                               | Азербайджан |
| ------- | ------------------------------- | ----------- |
|         | Протокол (FIFA) Протокол (UEFA) |             |

| [ поз 1 ] |

| 13 листопада 2025 18:00 (21:00 UTC+4) |

| Азербайджан | —                               | Ісландія |
| ----------- | ------------------------------- | -------- |
|             | Протокол (FIFA) Протокол (UEFA) |          |

|  |

| 13 листопада 2025 20:45 |

| Франція | —                               | Україна |
| ------- | ------------------------------- | ------- |
|         | Протокол (FIFA) Протокол (UEFA) |         |

|  |

| 16 листопада 2025 18:00 (21:00 UTC+4) |

| Азербайджан | —                               | Франція |
| ----------- | ------------------------------- | ------- |
|             | Протокол (FIFA) Протокол (UEFA) |         |

|  |

| 16 листопада 2025 18:00 |

| Україна | —                               | Ісландія |
| ------- | ------------------------------- | -------- |
|         | Протокол (FIFA) Протокол (UEFA) |          |

| [ поз 1 ] |

## Позначки
1. 1 2 3  Через російське вторгнення в Україну, УЄФА вирішило проводити матчі України на нейтральному полі до скасування цього рішення.[2]